# Martín Osimani
Martín Osimani (Montevidéu, 22 de maio de 1981), tambem conhecido como El Oso, é um jogador de basquete uruguaio.